# Xenocrasis pubipennis
Xenocrasis pubipennis là một loài bọ cánh cứng trong họ Cerambycidae.